# Fabián Matus
Fabián Matus (Buenos Aires, 20 de diciembre de 1958 - Ibíd. 15 de marzo de 2019) fue un productor de música, escritor y representante de artistas argentino. Fue hijo de los famosos músicos argentinos Mercedes Sosa y Oscar Matus.

## Biografía
Nació en el seno de artistas de gran trayectoria en la música, principalmente en el género folclórico. Sus padres fueron la cantante Mercedes Sosa (1935-2009) y el músico Oscar Matus (1935-1991). Por parte de su padre tuvo cuatro hermanas: Alba, Ada, Ana Clara e Iris. Su abuela materna se llamaba Ema del Carmen Girón, su abuelo Ernesto Quiterio Sosa, sus tías Olga y Clara Rosa Sosa, sus tíos Orlando Sosa y Fernando Sosa, y sus primos Coqui Sosa, Walter Sosa, Adrián Sosa, Maby Sosa y Claudio Sosa. Ese ambiente, donde reinaba la chacarera, el folclore y el chamamé fue lo que lo impulsó a su carrera como mánager de varios cantantes y músicos.

## Carrera
A lo largo de su carrera, se encargó de representar a diversos artistas, entre ellos, a Mercedes Sosa, Julia Zenko, Nito Mestre y Daniel Melero. Además, se desempeñó como productor de eventos culturales y artísticos, productor discográfico y de programas radiales, televisivos y documentales, tour manager, productor integral de espectáculos musicales, teatrales y de video.
Fue quien de cierto modo ofició de nexo entre su madre y diferentes artistas del rock argentino tales como Charly García o León Gieco.
Fue el gran compañero de La Negra a lo largo de su exitosa carrera. Se encargó de cuidarla y acompañarla tanto en el plano personal como laboral hasta que murió a los 74 años el cuatro de octubre de 2009 en el Sanatorio de La Trinidad de Palermo, tras sufrir un fallo cardíaco seguido de una insuficiencia renal. Apenas murió La Negra, Matus se dedicó a ser el principal sostén de la memoria de su madre. La primera medida fue esparcir las cenizas de Mercedes entre Tucumán, Mendoza y Buenos Aires.
Desde 2010, se encargó de dirigir, desde su función de presidente, la Fundación Mercedes Sosa para la Cultura. Además, a modo de homenaje, escribió el libro Mercedes Sosa, la mami, en colaboración de Maby Sosa (Editorial Planeta), en el que narraba anécdotas familiares y diversas historias. También, incluía entrevistas a músicos y amigos del entorno más cercano de la artista.
En 2013, estrenó el documental Mercedes Sosa, la voz de Latinoamérica, en el que contaba la vida y obra de su madre a través del testimonio de músicos, artistas, personajes y hasta presidentes de distintos países.

## Fallecimiento
En 2010, sufrió un infarto y fue operado en el Sanatorio de La Trinidad de Palermo. A partir de ese momento, atravesó por varias complicaciones. Falleció el viernes 15 de marzo de 2019 a los 60 años a consecuencia de un cáncer de pulmón que se propagó al páncreas y a sus huesos. Le sobrevivieron sus hijos Araceli y Agustín. Estuvo casado con la hija del cantante de folclore Coco Díaz, María Eugenia Díaz.